# Universidade Fisk
A Universidade Fisk (Fisk University) é uma instituição privada de artes liberais localizada em Nashville, Tennessee. Fundada em 1866, a universidade ocupa um campus de 40 acres que é um distrito histórico registrado no Registro Nacional de Locais Históricos.
Em 1930, a Fisk se tornou a primeira instituição historicamente negra a ser credenciada pela Associação Sulista de Faculdades e Escolas [en] (SACS). Além disso, é a universidade mais antiga de Nashville.

## Histórico

### Fundação
A Fisk foi fundada em 9 de janeiro de 1866, durante o período da Reconstrução, logo após o fim da Guerra Civil. Originalmente conhecida como a Escola Fisk Free Colored (Fisk Free Colored School), a instituição foi estabelecida por John Ogden [en], Erastus Milo Cravath [en] e Edward Parmelee Smith [en], membros da Associação Missionária Americana [en], com o objetivo de educar pessoas livres em Nashville. A Fisk foi uma das várias escolas e universidades fundadas pela Associação no Sul dos Estados Unidos para oferecer educação aos ex-escravizados. O nome da escola foi em homenagem a Clinton Fisk [en], general da União e comissário assistente do Escritório dos Libertos [en] do Tennessee. A universidade começou suas atividades em um antigo quartel militar próximo à Union Station [en], com um financiamento de US$ 30.000 do governo para sua fundação.
A Associação Missionária Americana recebeu apoio da Igreja Congregacionalista, que mantém uma afiliação histórica com a Fisk.

### Século XIX

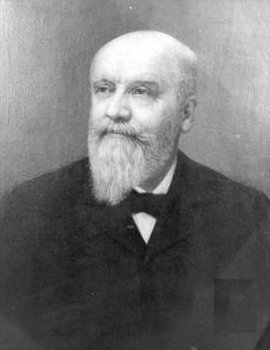
Clinton B. Fisk, homônimo da universidade

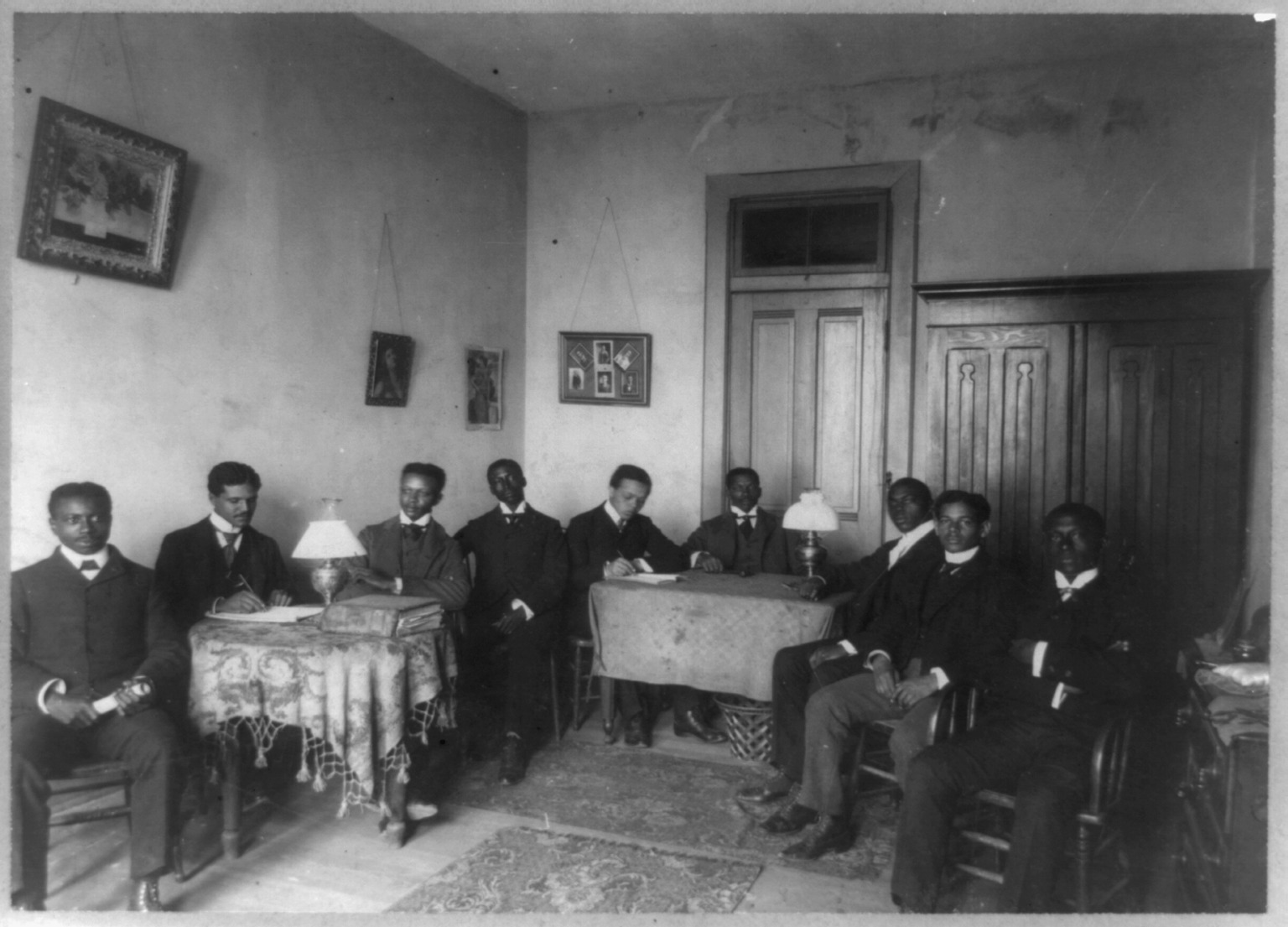
Uma classe por volta de 1900

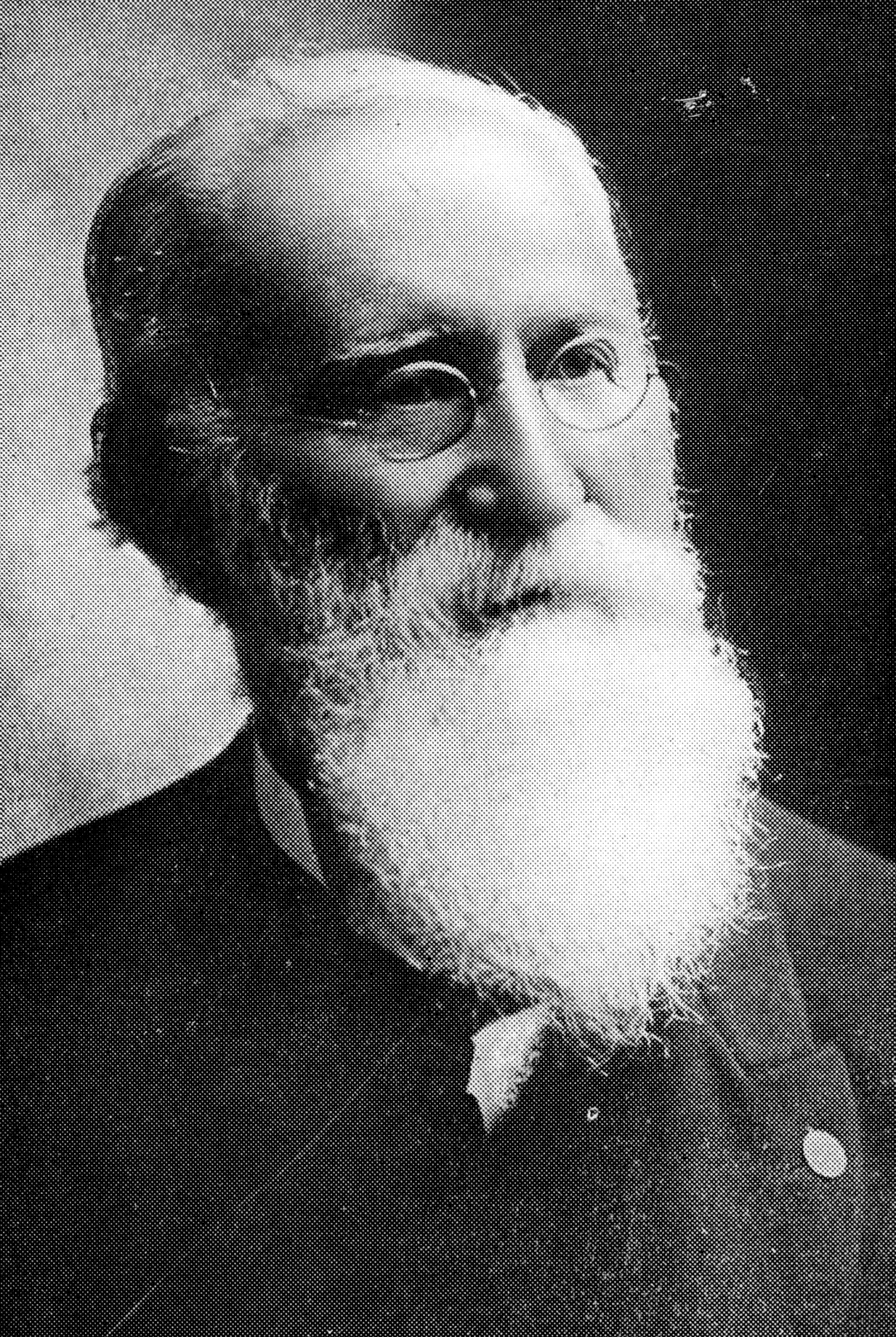
John Ogden, cofundador da Universidade Fisk

O número de matrículas na Fisk aumentou para 900 nos primeiros meses após a abertura da escola, refletindo o grande desejo de educação entre os ex-escravizados locais. As idades dos alunos variavam de 7 a 70 anos.
Durante o período da Reconstrução, a Assembleia Geral do Tennessee [en] aprovou uma legislação que permitia a educação pública gratuita, o que gerou a necessidade de expandir o treinamento de professores. Em 1867, a Escola Fisk Free Colored foi reorganizada e incorporada como Universidade Fisk, com foco no ensino superior. James Dallas Burrus [en], John Houston Burrus [en], Virginia Broughton [en] e America Robinson [en] foram os primeiros alunos a se matricularem na instituição. Em 1875, james, John e Virginia se formaram na Fisk, tornando-se os primeiros afro-americanos a se formar em uma faculdade de artes liberais ao sul da linha Mason-Dixon.
A Constituição do Tennessee [en], ratificada em 1870, incluía uma cláusula, no Artigo XI § 12, que proibia a matrícula de estudantes negros e brancos nas escolas públicas. Em 1869, a Universidade do Tennessee (então Universidade do Leste do Tennessee) foi designada como uma universidade federal de concessão de terras [en], o que significava que ela era obrigada a aceitar todos os cidadãos qualificados do estado, independentemente da raça ou cor. Para contornar essa exigência de integração [en], a Universidade do Leste do Tennessee pagou mensalidades de estudantes negros com bolsas do Estado para que se matriculassem na Universidade Fisk entre 1881 e 1883. Em 1884, o contrato foi transferido para a Faculdade Knoxville [en].
Em 1870, Adam K. Spence assumiu a direção da Fisk e iniciou planos para expandir e transferir a escola para um campus maior, no norte de Nashville, em um local que havia sido o Fort Gillem, uma base militar da União. Para arrecadar fundos, sua esposa, Catherine Mackie Spence, viajou por todo os Estados Unidos, promovendo escolas dominicais missionárias em apoio aos alunos da Fisk e organizando doações por meio da Associação Missionária Americana. Com interesse em religião e artes, Adam Spence apoiou a fundação de um coral de estudantes, o qual viria a ser o precursor dos Fisk Jubilee Singers [en].
Diante de dificuldades financeiras, o coral embarcou em uma turnê para arrecadar fundos, em 1871, sob a liderança do professor e tesoureiro da universidade George L. White. A turnê passou pelos Estados Unidos e Europa, e o grupo se tornou uma sensação, cantando para figuras como Ulysses S. Grant, Mark Twain e a Rainha Vitória. Durante a turnê, popularizaram spirituals como “Swing Low, Sweet Chariot [en]” e ajudaram a quebrar estereótipos raciais. A turnê arrecadou quase US$ 50.000, financiando a construção do Salão Jubilee, o primeiro prédio construído para a educação de homens livres no Sul, hoje reconhecido como um marco histórico nacional.
Em 1875, o cofundador da Fisk, Erastus Milo Cravath, retornou à instituição e se tornou o primeiro presidente. Sob sua liderança, a universidade expandiu seus programas acadêmicos, incluindo artes liberais, teologia e treinamento de professores, e iniciou um programa de construção no campus. No início do século XX, a Fisk havia consolidado sua reputação, com novos prédios no campus, a contratação de professores e funcionários afro-americanos e o ingresso de uma segunda geração de alunos.

### Século XX
James Griswold Merrill [en] atuou como presidente interino da Fisk de 1899 a 1901 e, em seguida, como presidente da instituição de 1901 a 1908. A dedicação da Universidade Fisk à educação em artes liberais, no início do século XX, a diferenciava de muitas outras faculdades e universidades historicamente negras, que focavam no treinamento vocacional. Em 1910, a universidade criou um departamento de ciências sociais, fundado e dirigido por George Edmund Haynes [en]. Este departamento tornou-se o primeiro centro de treinamento em trabalho social para estudantes afro-americanos de pós-graduação e serviu como modelo para outras instituições que vieram a estabelecer programas semelhantes. No entanto, a Fisk foi criticada por alguns, na época, por ser vista como uma instituição com uma reputação elitista.
De 1915 a 1925, Fayette Avery McKenzie [en] presidiu a Fisk. Seu mandato ocorreu em um período tumultuado da história americana, antes e após a Primeira Guerra Mundial. Apesar dos desafios, McKenzie conseguiu consolidar a Fisk como uma das principais instituições de ensino superior para afro-americanos nos Estados Unidos. Durante sua presidência, ele obteve o reconhecimento acadêmico da universidade por organizações como a Fundação Carnegie [en], a Universidade de Columbia e a Universidade de Chicago, além de levantar um fundo patrimonial de US$ 1 milhão para garantir a qualidade do corpo docente e assegurar a sustentabilidade financeira da instituição. McKenzie também estabeleceu as bases para o credenciamento da Fisk e seu sucesso futuro. Contudo, ele acabou sendo forçado a renunciar após protestos estudantis em 1924 e 1925, motivados por suas políticas rigorosas em relação a código de vestimenta, atividades extracurriculares e outros aspectos da vida estudantil.
Em 1925, Thomas Elsa Jones [en] assumiu a presidência da Fisk. Durante seu mandato, Jones procurou diversificar o corpo docente da universidade e aumentar ainda mais sua reputação. Em 1930, a Fisk tornou-se a primeira faculdade historicamente negra a obter credenciamento da Associação Sulista de Faculdades e Escolas (SACS). Em 1933, foi também a primeira instituição do tipo aprovada pela Associação de Universidades Americanas (AAU). Logo após, a Fisk obteve credenciamento para diversos programas especializados.
Em 1946, Charles S. Johnson assumiu a presidência da Universidade Fisk, tornando-se o primeiro presidente afro-americano da instituição. Johnson, sociólogo de renome e ex-editor da revista Opportunity [en], um importante periódico do Renascimento do Harlem, expandiu o Instituto de Relações Raciais da escola, fundado em 1942. O instituto realizou pesquisas e promoveu discussões sobre a disparidade racial nos Estados Unidos, além de ajudar a desenvolver estratégias para a dessegregação nas escolas, nos empregos e nas forças armadas. Em 1949, a Fisk recebeu a Coleção Stieglitz de arte moderna, do fotógrafo e patrono das artes Alfred Stieglitz.
Em 1952, a Fisk tornou-se a primeira faculdade predominantemente negra a receber o título de Phi Beta Kappa. Organizado como o Capítulo Delta do Tennessee da sociedade de honra nacional em dezembro daquele ano, ele empossou seus primeiros membros em 4 de abril de 1953. Fundada em 1776, a Phi Beta Kappa é a sociedade acadêmica de honra mais antiga e prestigiada dos Estados Unidos.
Na década de 1960, os estudantes da Fisk se uniram a outros líderes negros nos protestos em Nashville [en], protestos não violentos contra a segregação nos balcões de almoço da cidade durante o movimento pelos direitos civis. Martin Luther King Jr. discursou na Fisk em maio de 1960 em apoio aos protestos. Os estudantes da Fisk, John Lewis e Diane Nash [en], foram líderes desses protestos, que resultaram em Nashville se tornando a primeira grande cidade do Sul a cancelar a segregação nos balcões de almoço. Ambos também se tornaram líderes do Comitê Coordenador Estudantil Não-Violento [en] (SNCC) a nível nacional.
Em 8 de abril de 1967, ocorreu um tumulto próximo aos campi das universidades Fisk e Estadual do Tennessee [en], após um discurso de Stokely Carmichael na Universidade Vanderbilt. Embora tenha sido amplamente visto como um "motim racial", o evento também teve uma forte componente classista. Os manifestantes marcharam da Fisk até o tribunal de Nashville para protestar contra a brutalidade policial durante os distúrbios.
Em 1978, o campus da Fisk foi reconhecido como um marco histórico nacional. Nos anos 1990, o campus passou por uma significativa restauração, com a ajuda de um subsídio do Congresso dos Estados Unidos.

### Século XXI
De 2004 a 2013, a Universidade Fisk foi presidida por Hazel O'Leary [en], a 14ª presidente da instituição e a segunda mulher a ocupar o cargo. O'Leary, ex-secretária de Energia durante o governo Bill Clinton, anunciou em 25 de junho de 2008 que a universidade havia arrecadado US$ 4 milhões (~US$ 5,56 milhões em 2023) durante o ano fiscal encerrado em 30 de junho. Esse valor encerrou nove anos consecutivos de déficits orçamentários e qualificou a Fisk para uma bolsa de desafio da Fundação Mellon [en]. No entanto, a universidade ainda enfrentava dificuldades financeiras significativas e alertou sobre a possibilidade de fechamento caso suas finanças não melhorassem.
H. James Williams assumiu a presidência de fevereiro de 2013 até setembro de 2015. Williams, que foi reitor da Faculdade de Administração Seidman na Universidade Estadual de Grand Valley [en], em Michigan, e anteriormente professor de contabilidade na Universidade de Georgetown, Universidade A&M da Flórida [en] e Universidade do Sul do Texas [en], foi sucedido pelo presidente interino Frank Sims. Em março de 2017, o conselho de administração anunciou a nomeação de Kevin Rome como o 17º presidente da Fisk.
Em junho de 2017, a Universidade Fisk realizou uma cerimônia em memória de Ephraim Grizzard [en], vítima de linchamento em 1892, na Capela Memorial Fisk. Uma placa foi instalada na Igreja Episcopal de Santo Anselmo, em Nashville, para lembrar Grizzard, seu irmão Henry e Samuel Smith, também vítimas de linchamento.
Em 2018, a Associação Sulista de Faculdades e Escolas (SACS) colocou a Universidade Fisk em liberdade condicional devido a falhas relacionadas à responsabilidade financeira, ao controle de fundos de pesquisa e ao cumprimento das normas federais e estaduais.

## Campus
O campus da Universidade Fisk, com 40 acres, foi inaugurado em 1876 e está localizado em uma colina a aproximadamente três quilômetros a noroeste do centro de Nashville. Originalmente, o local era o Forte Gillem, um forte do Exército da União durante a Guerra Civil. O campus fica na Rua Jefferson [en], uma área histórica da comunidade afro-americana de Nashville.
O Distrito Histórico da Universidade Fisk foi incluído no Registro Nacional de Lugares Históricos em 1978. Entre os edifícios notáveis que compõem esse distrito estão:
- Galeria Carl Van Vechten (Carl Van Vechten Gallery): Construída em 1888, inicialmente serviu como ginásio da escola antes de ser transformada em galeria de arte. O edifício abriga a renomada Coleção Stieglitz de arte moderna da Fisk e foi nomeado em homenagem ao fotógrafo Carl Van Vechten.[15][46]
- Salão Carnegie (Carnegie Hall): Originalmente construído como biblioteca em 1908, foi o primeiro grande edifício projetado por Moses McKissack III [en], cofundador da primeira empresa de arquitetura de propriedade de afro-americanos nos Estados Unidos.[47]
- Salão Cravath (Cravath Hall): Concluído em 1930, esse edifício de oito andares foi originalmente utilizado como biblioteca e foi projetado por Henry Hibbs. O edifício abriga uma série de murais do pintor Aaron Douglas [en], considerados uma representação do desenvolvimento da população negra no Novo Mundo. Hoje, o Cravath Hall serve como sede de escritórios administrativos.[48][49]
- Capela Memorial Fisk (Fisk Memorial Chapel): Inaugurada em 1892 no estilo vitoriano, foi o maior edifício do país destinado a reuniões de afro-americanos na época. A capela continua a ser um local central para eventos no campus, como concertos, palestras e formaturas. O edifício foi restaurado e rededicado em 1992.[50][51]
- Salão Jubilee [en] (Jubilee Hall): Concluído em 1876, é o edifício mais antigo ainda em uso para ensino superior de afro-americanos nos Estados Unidos. O nome do edifício homenageia os Fisk Jubilee Singers, que realizaram turnês para arrecadar fundos para sua construção. O prédio de seis andares, em forma de L, é conhecido por sua arquitetura gótica vitoriana.[52][53]
- Salão Talley Brady (Talley Brady Hall): Construído em 1931, foi o primeiro prédio moderno dedicado ao ensino de química em uma faculdade ou universidade historicamente negra. O edifício foi nomeado em homenagem a dois notáveis membros do corpo docente afro-americanos, Thomas Talley [en] e St. Elmo Brady [en].[54][55]

Outros edifícios do campus que também são listados no Registro Nacional de Locais Históricos incluem o Teatro Little, o Prédio Harris Music, várias estruturas residenciais e um muro de calcário construído por volta de 1873.

Na década de 1930, a Fisk contratou a empresa Olmsted Brothers [en] para liderar um projeto mestre de paisagismo do campus, resultando na criação de um espaço com influências Beaux-Arts.

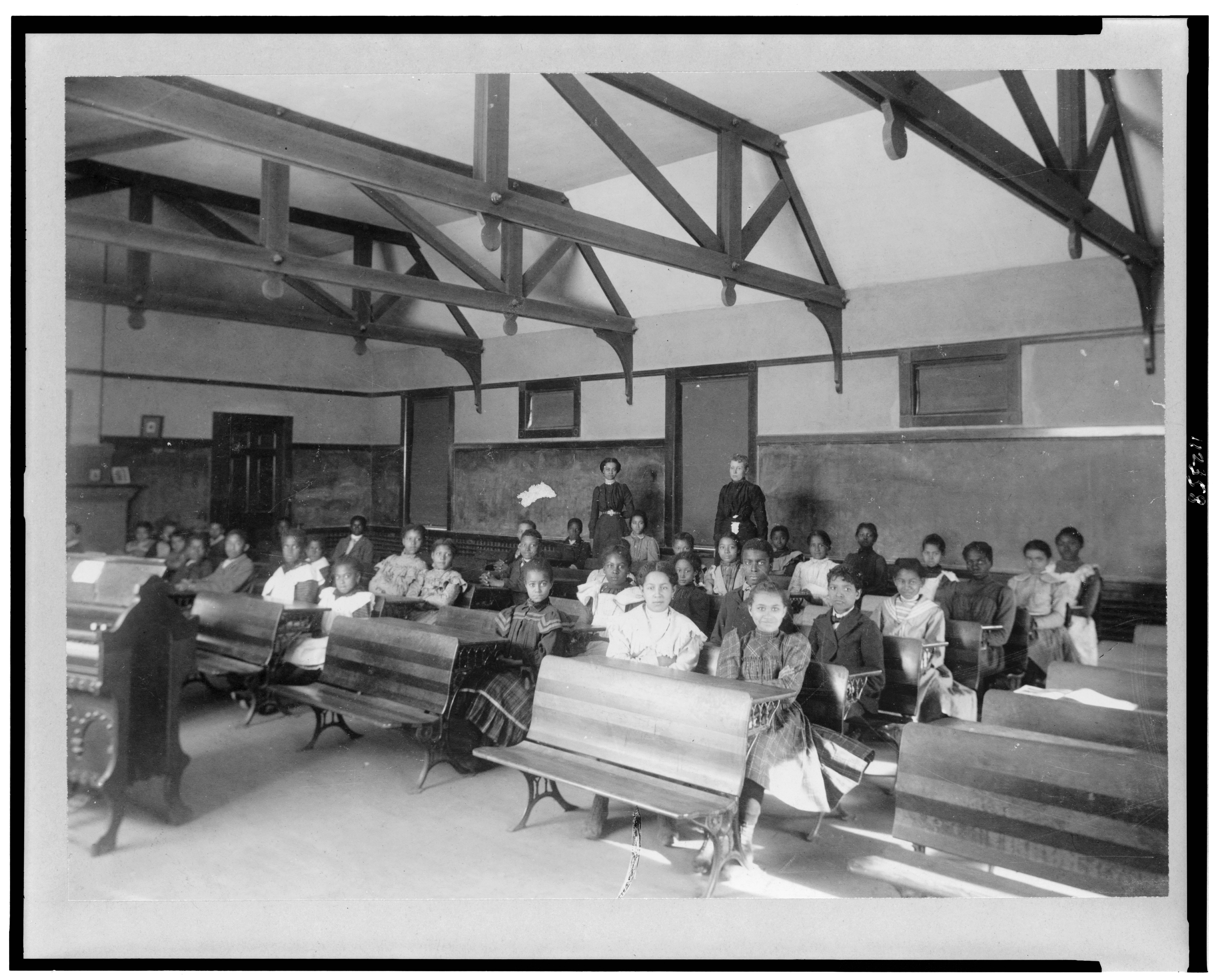
Alunos e professores da escola de treinamento (entre 1890 e 1906)
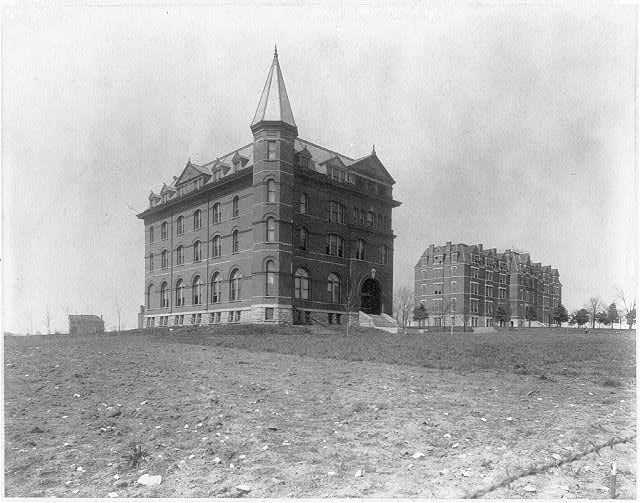
Salão Teológico (mais tarde, Salão Bennett). O prédio foi demolido.
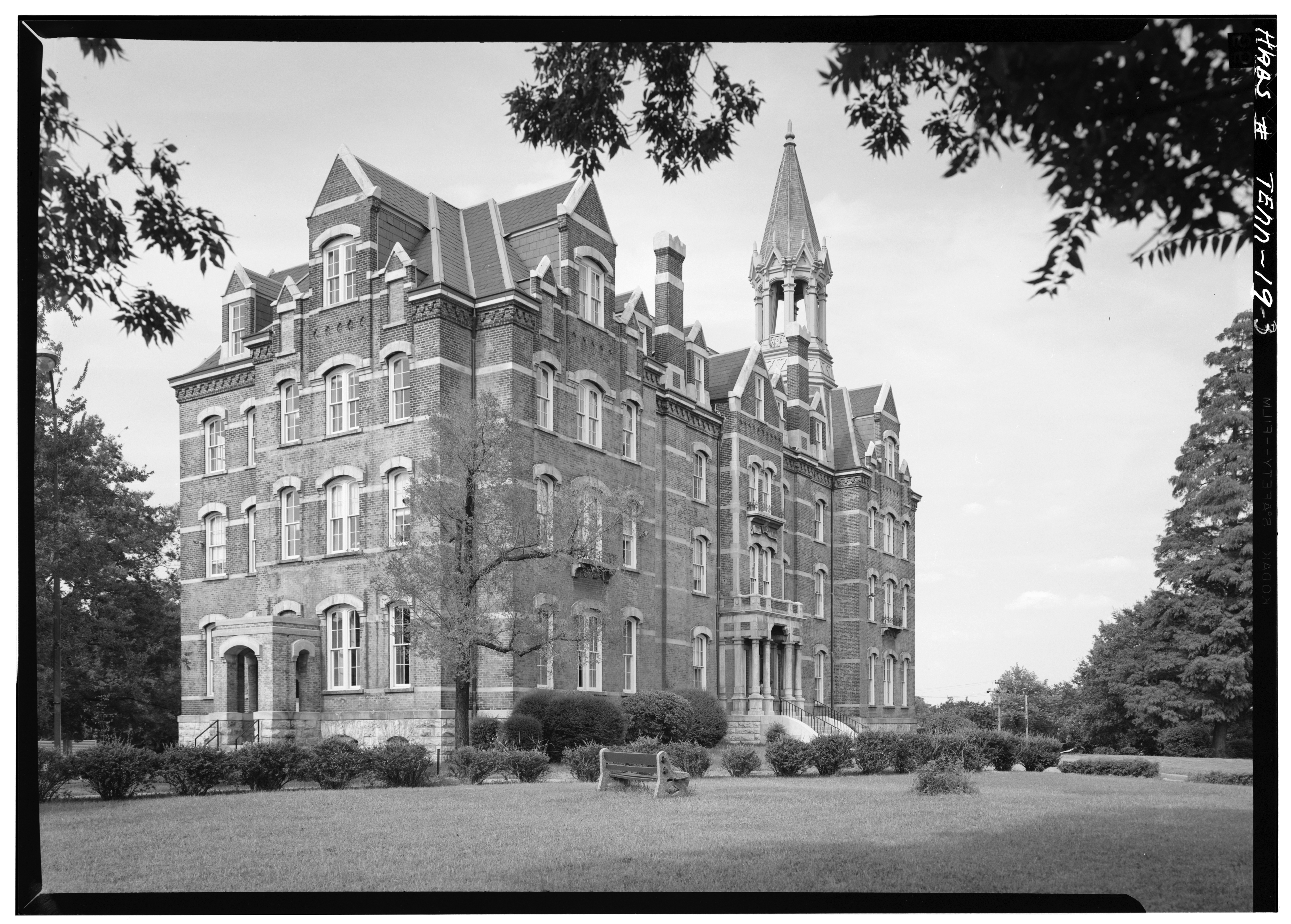
Salão Jubilee
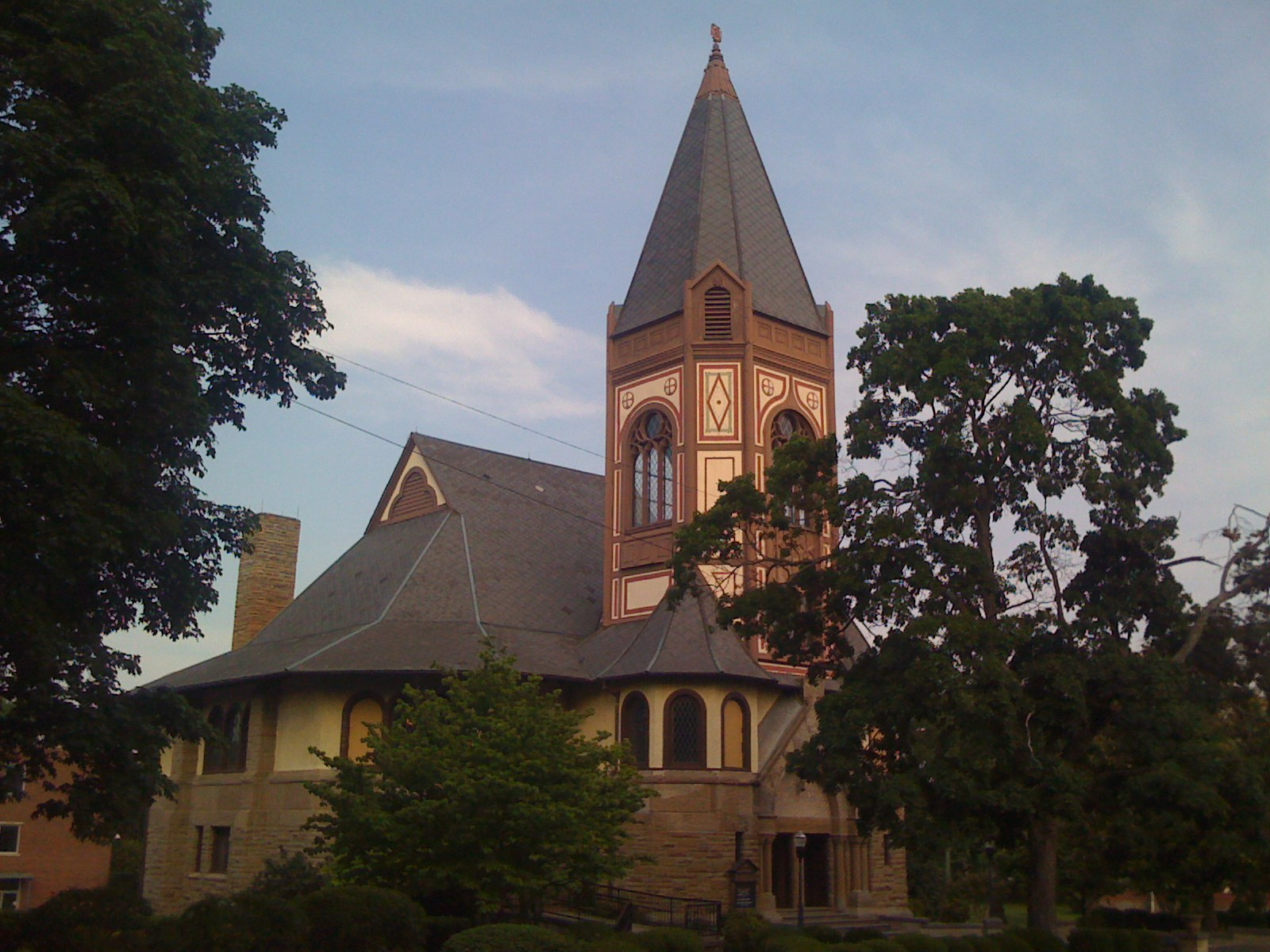
Capela Memorial Fisk.
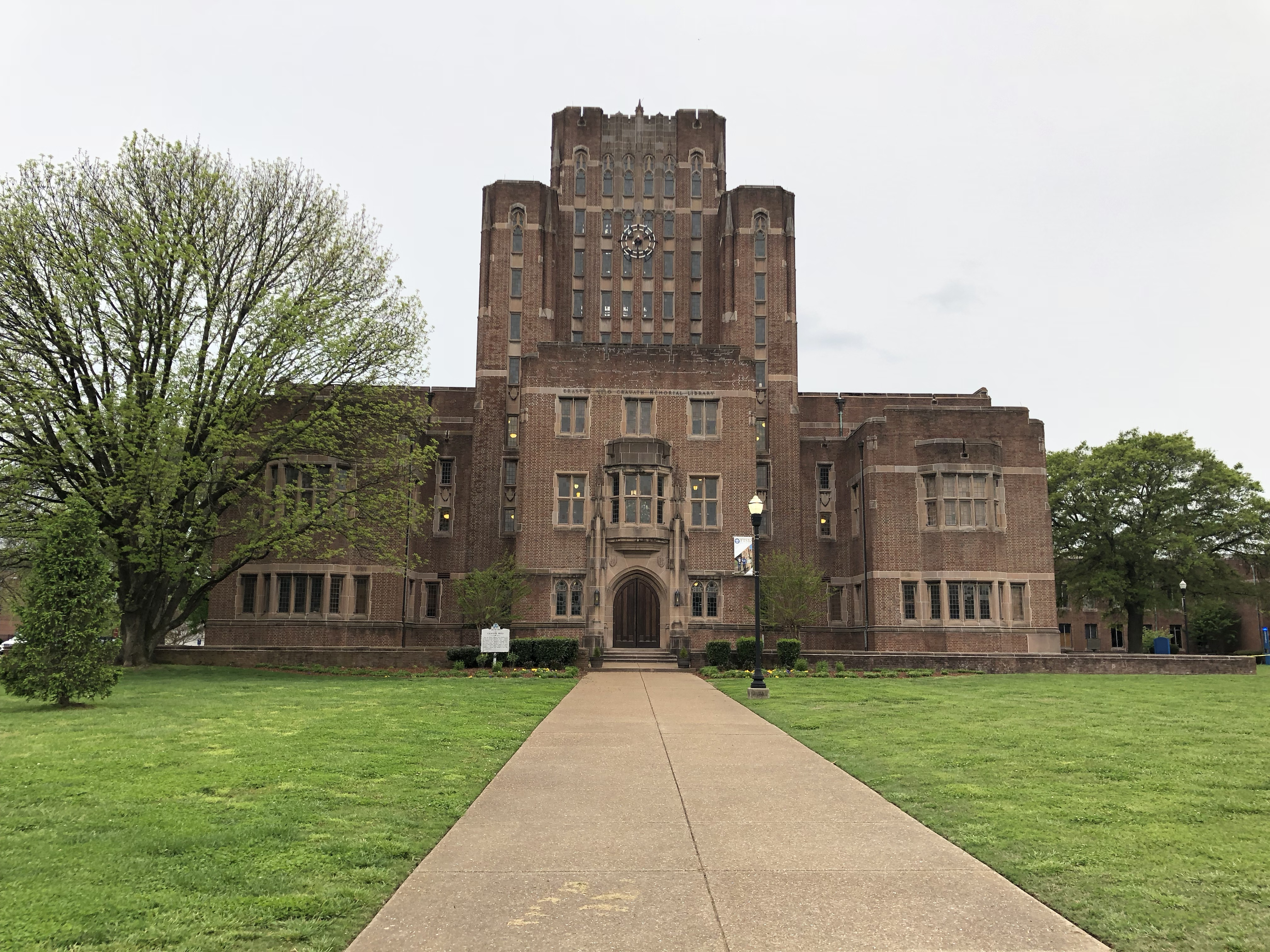
Salão Cravath.
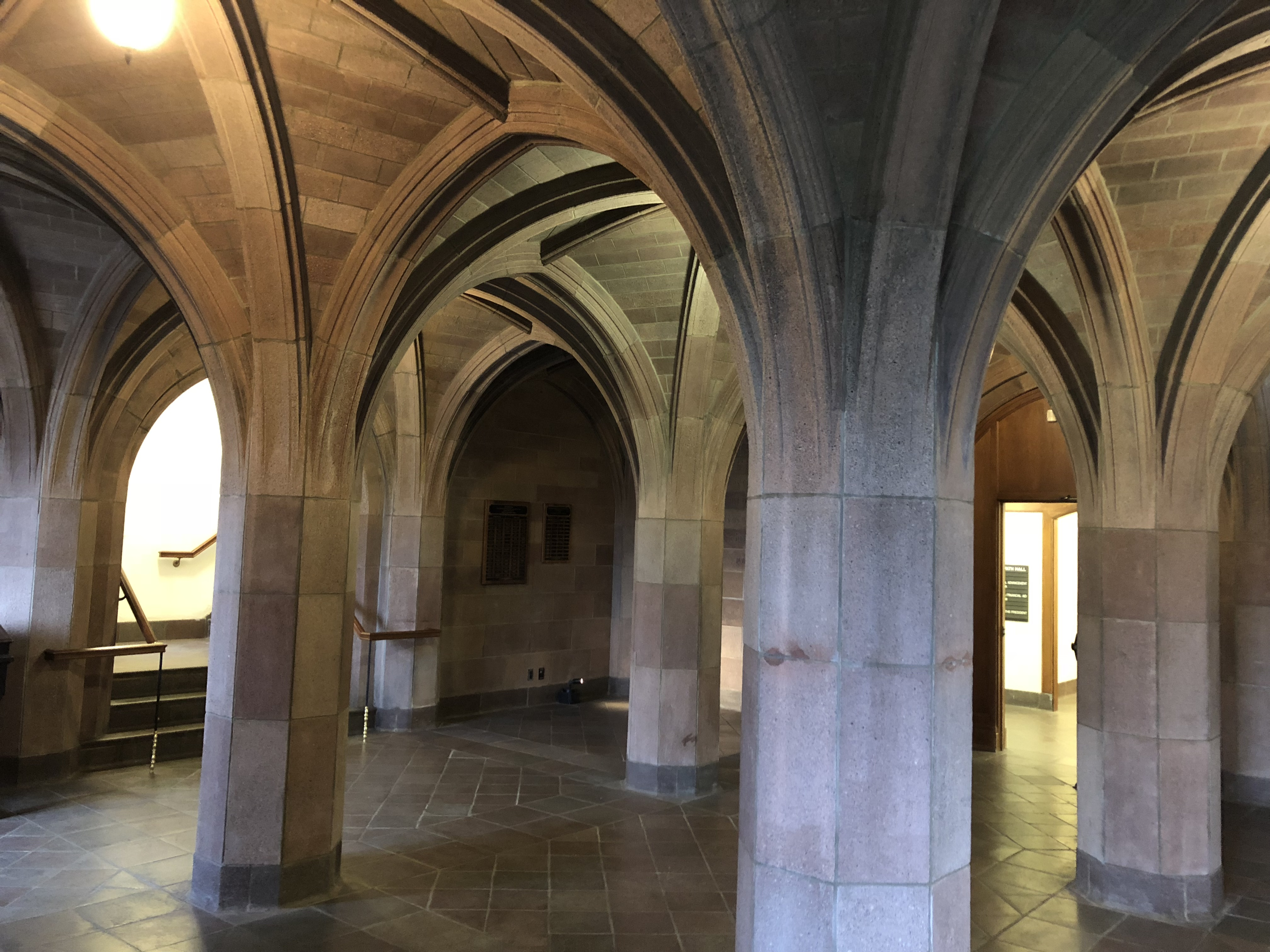
Interior do Salão Cravath.
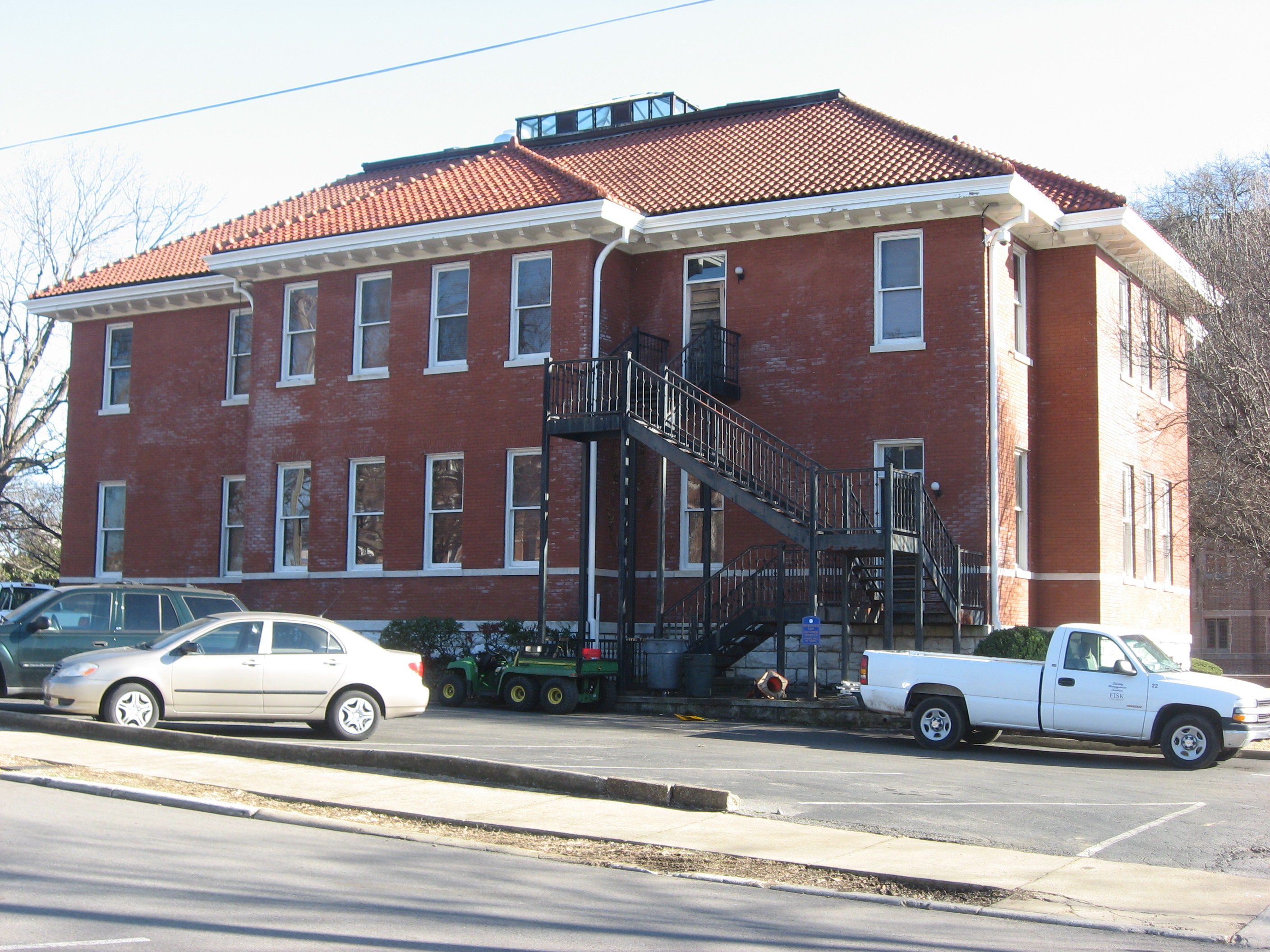
Salão Carnegie.

## Coleções de música, arte e literatura

### Coleções da biblioteca

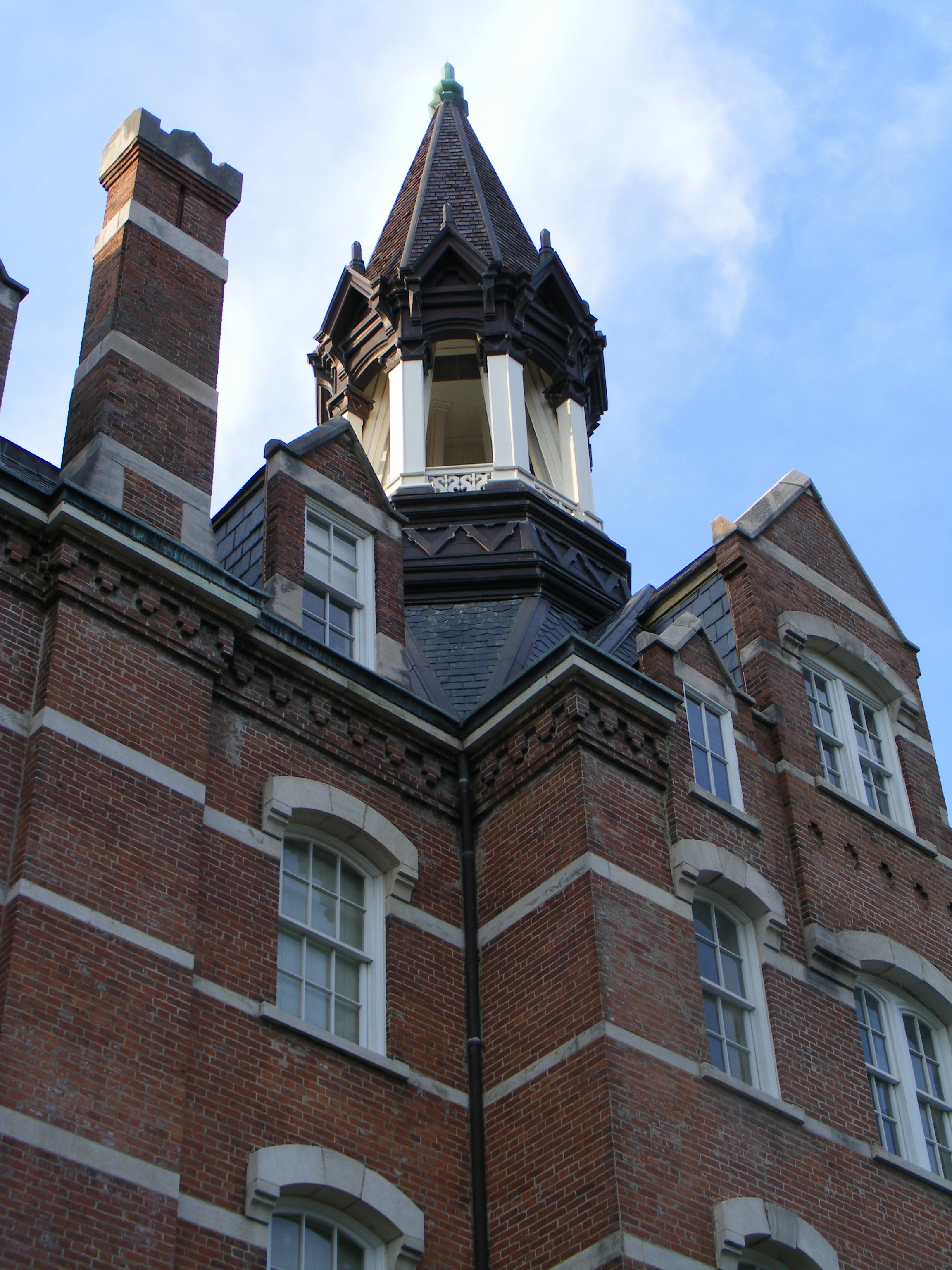
Salão Jubilee

A Universidade Fisk abriga uma valiosa coleção de literatura musical, fundada por Carl Van Vechten, uma figura proeminente da Renascença do Harlem, em homenagem ao qual o museu do campus leva seu nome. A universidade também possui uma coleção significativa de materiais relacionados a Charles Chesnutt [en], autor e ativista afro-americano.

### Murais de Aaron Douglas
O pintor e ilustrador da Renascença do Harlem, Aaron Douglas, foi convidado para pintar os murais da nova biblioteca do campus, o Salão Cravath, em 1930. Douglas descreveu as obras como um “panorama do desenvolvimento dos negros neste hemisfério, no novo mundo”. Em 1939, ele retornou à Fisk para lecionar e, mais tarde, tornou-se presidente do departamento de arte. Os murais, considerados um marco na arte afro-americana, foram restaurados em 2003.

### Coleção de Alfred Stieglitz
Em 1949, após o falecimento de Alfred Stieglitz, fotógrafo e patrono das artes, sua esposa, Georgia O'Keeffe, doou à Universidade Fisk uma importante coleção de obras de arte, conforme estabelecido em seu testamento. A coleção inclui 101 peças de artistas renomados, como os modernistas europeus Paul Cézanne, Pierre-Auguste Renoir, Pablo Picasso e Diego Rivera, além de artistas americanos como Marsden Hartley, Arthur Dove [en], Charles Demuth e O'Keeffe.
Em 2005, enfrentando dificuldades financeiras e a deterioração das condições da galeria, os curadores votaram pela venda de duas das pinturas mais valiosas da coleção, “Radiator Building” de O'Keeffe e “Painting No. 3” de Hartley, com valor estimado de até US$ 45 milhões. A proposta foi rejeitada, e, em vez disso, a Fisk firmou um acordo com o Museu de Arte Americana Crystal Bridges [en]. A parceria permite que ambos os museus compartilhem os direitos de exibição e apresentação da coleção, com a Fisk mantendo a propriedade das obras. Os direitos de exibição são alternados a cada dois anos entre a Fisk e o Museu Crystal Bridges. Em 2016, como parte das comemorações do sesquicentenário da Fisk, a coleção foi exibida na recentemente reformada Galeria Carl Van Vechten.

## Programas científicos
A Universidade Fisk é reconhecida por sua excelência acadêmica e tem um histórico notável na formação de afro-americanos que obtiveram PhDs em ciências naturais, superando qualquer outra instituição nesse aspecto.

### Programa Ponte Fisk-Vanderbilt
Iniciado em 2004, o Programa Ponte Fisk-Vanderbilt foi criado para ajudar grupos sub-representados a acessar programas de doutorado nas áreas STEM (Ciência, Tecnologia, Engenharia e Matemática). Esta parceria entre a Universidade Fisk, uma faculdade historicamente negra, e a Universidade Vanderbilt, uma grande instituição de pesquisa, tem como objetivo diversificar a participação nos estudos de doutorado. O programa, que conta com o apoio da NASA, da Fundação Nacional da Ciência e do Estágio de pesquisa e educação integrativa de pós-graduação, oferece uma bolsa de estudos para um mestrado na Universidade Fisk e orientação próxima para os alunos em seus programas de doutorado. Desde sua criação, 21 alunos concluíram o doutorado, e outros 56 estão atualmente em programas de pós-graduação. O programa apresenta uma taxa de sucesso significativamente superior à média nacional de conclusão de doutorados, que é de cerca de 50%.

## Classificações
Em 2021, a Universidade Fisk foi classificada em 10º lugar entre 79 faculdades e universidades historicamente negras dos Estados Unidos pelo  U.S. News & World Report. Ela também ficou empatada em 29º lugar na categoria “Escolas mais inovadoras” e em 126º lugar em "Melhores desempenhos em mobilidade social". No ranking geral de faculdades nacionais de artes liberais, a Fisk foi classificada entre o 171º e 221º lugar.
Em 2020, o Washington Monthly [en] classificou a Fisk em 199º lugar entre 218 faculdades de artes liberais dos EUA, com base em sua contribuição para o bem público, medida por mobilidade social, pesquisa e promoção do serviço público.
A Forbes incluiu a Fisk na 642ª posição em sua lista “America's Top Colleges” de 2019, que classifica 650 faculdades, universidades e academias de serviços.

## Atletismo
As equipes esportivas da Universidade Fisk são conhecidas como os Bulldogs. A universidade é membro da Associação Nacional de Atletismo Intercolegial (NAIA) e compete principalmente na Conferência Atlética da HBCU [en] (HBCUAC), anteriormente chamada Gulf Coast Athletic Conference (GCAC), desde o ano acadêmico de 2021-22. A Fisk foi membro dessa conferência anteriormente, de 2010-11 a 2013-14. A Fisk também integrou a Conferência Atlética Colegial do Sul (SCAC) da Divisão III da NCAA [en] de 1983-84 a 1993-94 e a Conferência Atlética Intercolegial do Sul [en] (SIAC) de 1913-14 a 1982-83, que atualmente compete na Divisão II da NCAA [en] .
A Universidade Fisk compete em 14 esportes universitários intercolegiais. Os esportes masculinos incluem basquete, cross country, golfe, futebol e atletismo. Já os esportes femininos incluem basquete, cross country, golfe, ginástica, tênis, atletismo e vôlei. A Fisk é a primeira HBCU a ter uma equipe competitiva de ginástica feminina. Além dos esportes intercolegiais, a universidade oferece atividades de clubes, como líderes de torcida e dança.

## Ex-alunos notáveis
| Nome                         | Ano da turma | Notabilidade | Referência |
| ---------------------------- | ------------ | --- | ---------- |
| Virginia Broughton           | 1875, 1878   | Autora e missionária batista | [ 83 ]     |
| William Dawson [en]          | 1909         | Congressista dos Estados Unidos (1943-1970) | [ 84 ]     |
| Mahala Ashley Dickerson [en] | 1935         | Primeira advogada negra do estado do Alabama e primeira presidente negra da Associação Nacional de Mulheres Advogadas                                                    | [ 85 ]     |
| W. E. B. Du Bois             | 1888         | Sociólogo, acadêmico, primeiro afro-americano a obter um doutorado em Harvard                                                                                            | [ 86 ]     |
| Jacob Durham [en]            | 1880, 1885   | Fundador da Faculdade Morris | [ 87 ]     |
| John Hope Franklin           | 1935         | Historiador, professor, acadêmico, autor do texto de referência From Slavery to Freedom                                                                                  | [ 88 ]     |
| Nikki Giovanni               | 1967         | Poeta, autora, professora, acadêmica | [ 89 ]     |
| Leonard Jackson [en]         | 1952         | Ator em Five on the Black Hand Side e The Color Purple | [ 90 ]     |
| Tom Wilson                   | 1953         | Produtor musical, mais conhecido por seu trabalho com Bob Dylan e Frank Zappa                                                                                            | [ 91 ]     |
| Charles Wesley               | 1911         | Presidente da Universidade Wilberforce de 1942 a 1947, e presidente da Faculdade Central State de 1947 a 1965; terceiro afro-americano a receber um doutorado em Harvard | [ 92 ]     |

## Corpo docente notável
| Nome                            | Notabilidade | Referência |
| ------------------------------- | --- | ---------- |
| Camille Akeju                   | Historiadora de arte e administradora de museu | [ 93 ]     |
| Ebenezer Ako-Adjei              | Político ganense e membro fundador da Convenção da Costa do Ouro Unida [en]                                                                                            | [ 94 ]     |
| Arna Bontemps                   | Bibliotecária-chefe e poeta da Renascença do Harlem | [ 95 ]     |
| Minnie Lou Crosthwaite          | Professora, administradora de faculdade, ativista | [ 96 ]     |
| Aaron Douglas                   | Pintor, ilustrador e muralista da Renascença do Harlem | [ 97 ]     |
| Nelson Fuson [en]               | Professor de física, ativista Quaker | [ 98 ]     |
| Robert Hayden [en]              | Poeta Laureado dos Estados Unidos [en] (1976-1978) | [ 99 ]     |
| Charles Spurgeon Johnson        | Primeiro presidente afro-americano da Universidade Fisk | [ 100 ]    |
| James Weldon Johnson            | Autor, poeta e ativista dos direitos civis; escreveu o poema no qual se baseia a canção “Lift Ev'ry Voice and Sing [en]” (também conhecida como o hino nacional negro) | [ 101 ]    |
| Thomas Elsa Jones               | Quinto presidente da Universidade Fisk | [ 102 ]    |
| Percy Lavon Julian              | Químico e segundo membro afro-americano da Academia Nacional de Ciências                                                                                               | [ 103 ]    |
| Anne Gamble Kennedy [en]        | Pianista de concerto, professora de piano e acompanhante dos Fisk Jubilee Singers                                                                                      | [ 104 ]    |
| Matthew Washington Kennedy [en] | Pianista de concerto, professor de piano e diretor dos Fisk Jubilee Singers (1957-1986 intermitentemente)                                                              | [ 105 ]    |
| Lee Lorch [en]                  | Duas vezes indicado ao Prêmio Pulitzer | [ 106 ]    |
| John Oliver Killens [en]        | Matemático e ativista dos direitos civis. Foi demitido em 1955 por se recusar a testemunhar perante o Comitê de Atividades Antiamericanas da Câmara                    | [ 107 ]    |
| Hazel R. O'Leary                | Primeira mulher e primeira secretária de energia afro-americana dos EUA; décima quarta presidente da Universidade Fisk                                                 | [ 108 ]    |
| Helen Clarissa Morgan [en]      | Primeira mulher a ser nomeada professora de latim (1869-1907) em uma faculdade mista                                                                                   | [ 109 ]    |
| Robert E. Park                  | Sociólogo da Escola de Chicago | [ 110 ]    |
| Jessie Carney Smith [en]        | Bibliotecária-chefe e acadêmica | [ 111 ]    |
| John Wesley Work III [en]       | Diretor de coral, etnomusicólogo e estudioso da música folclórica afro-americana                                                                                       | [ 112 ]    |

## Leituras adicionais
- Davis, Thomas (1933). «A Study of Fisk University Freshmen from 1928 to 1930» [Um estudo dos calouros da Universidade Fisk de 1928 a 1930]. The Journal of Negro Education (em inglês). 2 (4): 477-483. Consultado em 26 de novembro de 2024
- Gasman, Marybeth (1999). «Scylla and Charybdis: Navigating the Waters of Academic Freedom at Fisk University During Charles S. Johnson's Administration (1946–1956)» [Scylla and Charybdis: Navegando nas águas da liberdade acadêmica na Universidade Fisk durante a administração de Charles S. Johnson (1946-1956)]. American Educational Research Journal (em inglês). 36 (4): 739-758. Consultado em 26 de novembro de 2024
- Gasman, Marybeth; Epstein, Edward (2002). «Modern Art in the Old South: The Role of the Arts in Fisk University's Campus Curriculum» [Arte Moderna no Velho Sul: O papel das artes no currículo do campus da Universidade Fisk]. Educational Researcher (em inglês). 31 (2): 13-20. Consultado em 26 de novembro de 2024
- Gilpin, Patrick (1980). «Charles S. Johnson and the Race Relations Institutes at Fisk University» [Charles S. Johnson e os Institutos de Relações Raciais da Universidade Fisk]. Clark Atlanta University (em inglês). 41 (3): 300-311. Consultado em 26 de novembro de 2024
- Lamon, Lester (1974). «The Black Community in Nashville and the Fisk University Student Strike of 1924-1925» [A comunidade negra em Nashville e a greve estudantil da Universidade Fisk de 1924 a 1925]. The Journal of Southern History (em inglês). 40 (2): 225-244. Consultado em 26 de novembro de 2024
- McDaniel, Dennis (1997). «John Ogden, Abolitionist and Leader in Southern Education» [John Ogden, Abolicionista e Líder na Educação do Sul]. Transactions of the American Philosophical Society (em inglês). 87 (6): 1-138. Consultado em 26 de novembro de 2024
- Martin, Robert; Shiflett, Orvin (1996). «Hampton, Fisk, and Atlanta: The Foundations, the American Library Association, and Library Education for Blacks, 1925-1941» [Hampton, Fisk e Atlanta: As Fundações, a Associação Americana de Bibliotecas e a Educação Bibliotecária para Negros, 1925-1941]. Libraries & Culture (em inglês). 31 (2): 299-325. Consultado em 26 de novembro de 2024
- Richardson, Joe (2006). A history of Fisk University, 1865-1946 [História da Universidade Fisk, 1865-1946] (em inglês). [S.l.]: The University of Alabama Press
- Richardson, Joe (1970). 1. «Fisk University: The First Critical Years» [Universidade Fisk: Os primeiros anos críticos]. The Journal of Negro Education (em inglês). 29 (1): 24-41. Consultado em 26 de novembro de 2024
- Sanders, Katrina (2005). Intelligent and Effective Direction": The Fisk University Race Relations Institute and the Struggle for Civil Rights, 1944-1969 [Direção inteligente e eficaz": O Instituto de Relações Raciais da Universidade Fisk e a Luta pelos Direitos Civis, 1944-1969] (em inglês). [S.l.]: Peter Lang Inc., International Academic Publishers
- Taylor, A. A. (1954). «Fisk University and the Nashville Community, 1866-1900» [A Universidade Fisk e a comunidade de Nashville, 1866-1900]. The Journal of Negro History (em inglês). 39 (2): 111-126. Consultado em 26 de novembro de 2024

## Páginas externas
- Site oficial da Universidade Fisk (em inglês)